# Нурдувер
Нурдувер (англ. Noordoewer) — поселення в регіоні Kaрас на півдні Намібії. Його назва на африкаанс означає «Північний берег», що стосується північного берега Оранжевої річки, на якому він розташований. Поселення розташоване навпроти південноафриканського міста Віолсдріф, з яким воно з'єднане автомобільним мостом, який утворює північний кінець південноафриканської дороги N7 і південний кінець намібійської B1.

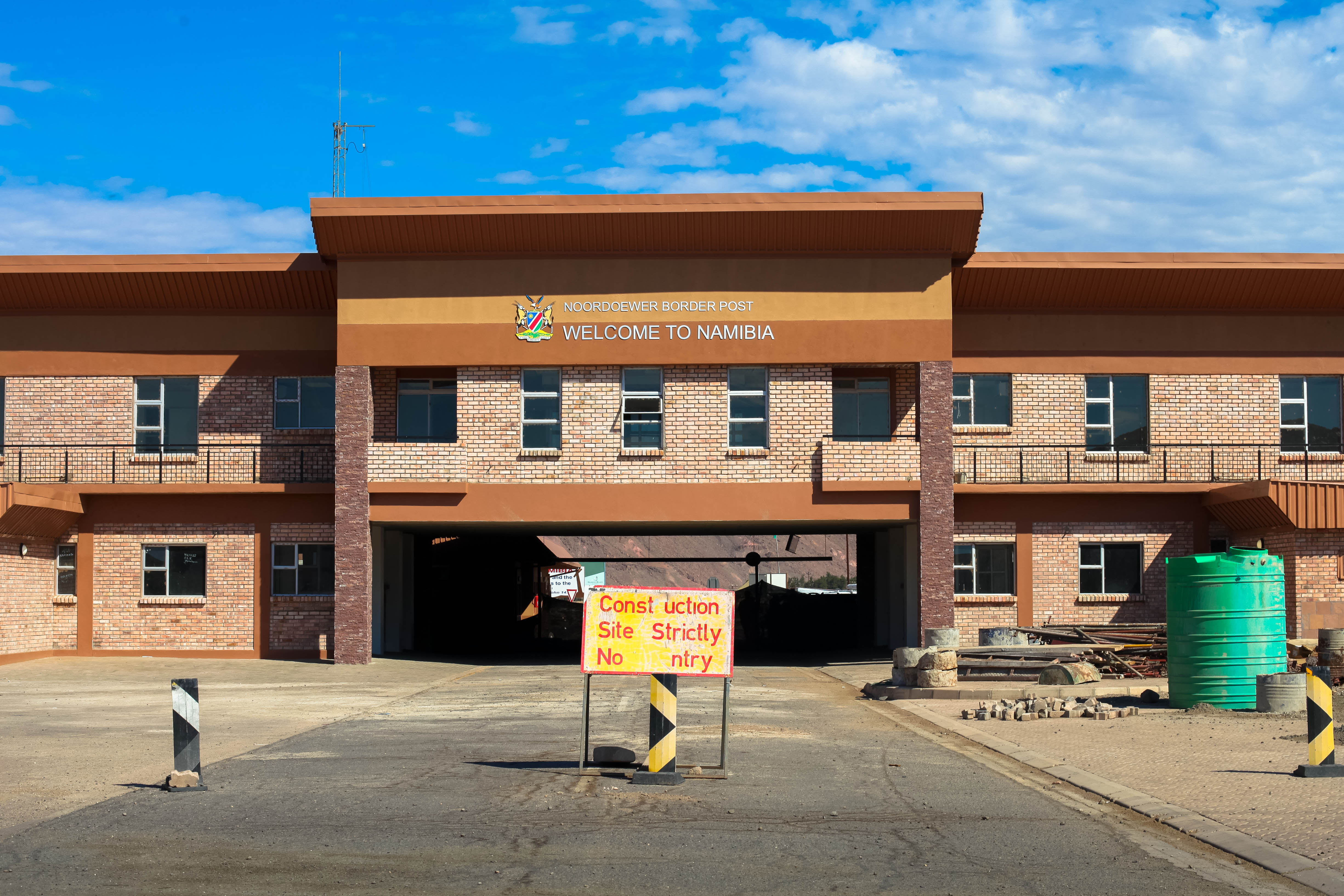
Прикордонний перетин в Нурдувер зі сторони Намібії.

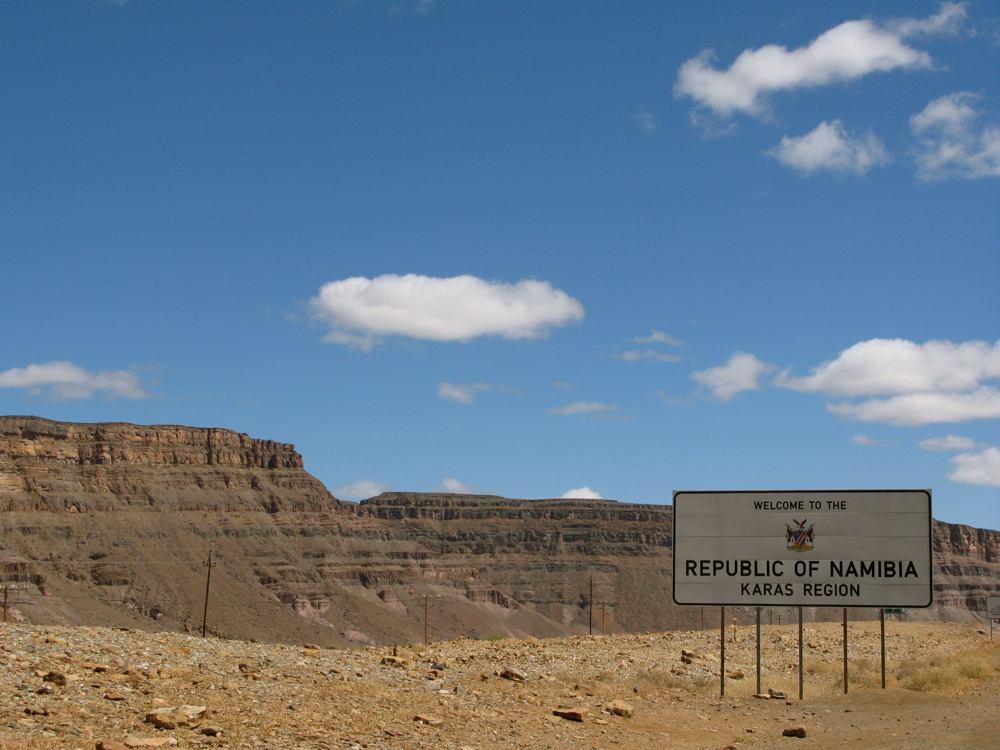
Прикордонний знак при в‘їзді в Намібію.

Нурдувер відомий виробництвом винограду та веслуванням на каное та є важливим прикордонним пунктом на важливому транспортному шляху між двома країнами. В майбутньому планується підвищення його статусу до статусу міста.